# Кобець Василь Дмитрович
Васи́ль Дми́трович Ко́бець (4 листопада 1943, с. Слободище Іллінецького району Вінницької області — 17 грудня 2020) — український письменник і громадський діяч. Член Національної спілки письменників України (1975), голова Конгресу української інтелігенції Вінниччини від 1996 р.

## Біографія
Народився 4 листопада 1943 р. в селі Слободище Іллінецького району Вінницької області у селянській родині. Закінчив у 1960 р. середню школу у сусідньому селі Леухи. Працював завідувачем клубу в Старому Дашеві та Леухах.
У 1962 р. став студентом факультету Вінницького педагогічного інституту, але після двох місяців навчання був призваний на службу у танкові війська. У 1972 р. заочно закінчив Львівський національний університет імені Івана Франка. За фахом — журналіст. Ще, будучи студентом, працював у Самборі на Львівщині в газеті «Червоний прапор», а з 1972 р. — в газеті «Трудова слава» в Іллінцях на Вінниччині та в обласній газеті «Вінницька правда».
З 1975 р. — на творчій роботі. Був командиром молодіжного літературно-пошукового десанту, який пройшов шляхами Миколи Трублаїні до Мурманська. Працював у студентському загоні в Заполяр' ї, у геологічній експедиції на Ямалі, на спорудженні Байкало-Амурської магістралі в Сибіру.
У 1993—1994 рр. працював в Греції, де вивчав історію античного світу, сучасне життя країни. Учасник Міжнародної зустрічі (1994) письменників держав Балтійського, Чорного та Егейського морів, делегат двох Всесвітніх форумів українців. Один із фундаторів Конгресу української інтелігенції Вінниччини та його голова з 1996 р.
У 2002—2005 рр. очолював Вінницьку письменницьку організацію. Був головою обласного літературно-мистецького об'єднання імені Василя Стуса, головним редактором журналу «Собор». Засновник літературної й громадсько-політичної премії «Патріот України» імені Василя Стуса.

Могила Василя Кобця, Підлісне (Центральне) кладовище

Активно працював в Українському козацтві, був сповідником і меценатом Української православної церкви Київського патріархату. Один з ініціаторів створення на Поділлі пам'ятників І.Огієнку в Брусилові, В.Стусу у Вінниці, М. Стельмаху у Дяківцях, Є. Гуцалу на Оратівщині, кургану-стели на честь В.Перепелюка у Вороновиці.
Помер раптово від тромбоемболії судини 17 грудня 2020 р. в Єгипті на трапі літака, повертаючись в Україну з відпочинку. Поховали його 26 грудня 2020 р. на Підлісному (Центральному) кладовищі м. Вінниці на Хмельницькому шосе.

## Літературна діяльність
Перша публікація — вірш в іллінецькій районній газеті в 1958 році. Перша велика добірка віршів з передмовою В. Юхимовича — в журналі «Україна».
Автор понад сорока поетичних, прозових та публіцистичних книг.
Основні з них:
- поетичні збірки — «Жайворонки в серці» (1974), «Повнозерниця» (1977), «Високе літо» (1980), «Свято нашої зустрічі» (1988), «Не остання любов, не остання…» (2000), «Автограф для Вас» (2004), «Під знаком Скорпіона» (2005), «Болить душа…» (2005), «Свободу не спинити!» (2005), «Поранений птах» (2005), «Любов, любисток, листопад…» (2005), «Прийти в цей світ» (вибрані твори) (2006), «Сім днів до Різдва» (2006), «Почнемо з чистої сторінки» (2006), «Богунський шлях» (2009), «Іллінецький метеорит» (2009), «Що запишу у Книгу Життя?» (2010), «Нехай святиться ім'я твоє…» (2010), «Любити ближнього» (2012), «Любов моя, тривога і печаль» (2012), «Благословіть» (2013), «Сторожові вогні» (2016);
- романи — про нафтовиків «Юрський горизонт» (1985), «Не осуди свого кохання» (1991), «Уренгойський циклон» (2013);
- повісті — «Поле моє» (1975), «Джерела б'ють» (1976), «Будень, як свято» (1978), для малих читачів «Осінні дзвони» (1982), «Вересневий день» (1988), «Незвичайна знахідка у старій хаті, або Житіє „індуса“ Тія» (2001), «Пригоди полярних робінзонів» (2010), «Дана, Василько та білий світ» (2010), «Повертаюся в рідний Брусилів» (2010), «Бережи свою фортецю» (2011), «Сини лукавого насіяли кукіль» (2012), «Діаманти для апельсинової змеї» (2013), мемуарно-публіцистичної про Михайла Стельмаха «Зійдуть сніги, і правда проросте» (2012);
- «Вибрані твори» у 12-ти томах (2010—2018).[7]

Нариси про людей трудової слави — І. С. Кальницького, Анатолія Пачевського та ін. Співробітничав з композиторами — окрема книга пісень разом із Віталієм Колотієм. Перекладав з польської, грецької, болгарської мов.
Укладач і видавець більше десятка збірок і книг молодих авторів, кількох колективних альманахів, серед яких — «З любов'ю в серці», «Подільська пектораль», «17 вересня» (на честь дня народження М. Коцюбинського), «Сторожові вогні над Божою рікою», «Травнева зав'язь» та ін.

## Нагороди і почесні звання
Кавалер орденів УПЦ (КП): Св. Архистратига Михаїла, Св. рівноапостольного кн. Володимира Великого, Покрова Пресвятої Богородиці (2013). Почесна відзнака «За заслуги перед Вінниччиною» (2016).
Лауреат літературних премій імені Миколи Трублаїні за першу книгу поезій «Жайворонки в серці» (1974), імені Михайла Коцюбинського (1986) за роман «Юрський горизонт» та збірку поезій «Свято нашої зустрічі», Всеукраїнської премії імені Івана Огієнка, премії Івана Богуна за громадську діяльність, ім. М. Стельмаха журналу «Вінницький край» (2012), імені В. Забаштанського (2017).